# Information Society
Gli Information Society (conosciuti anche come InSoc) sono un gruppo musicale statunitense originario di Minneapolis (Minnesota) attivo dal 1982 al 1997 e di nuovo in attività dal 2006. Il gruppo è composto da Kurt Harland, Paul Robb e James Cassidy. Uno dei singoli di maggior successo del gruppo è stato What's on Your Mind (Pure Energy) del 1988 contenuto all'interno del loro album di debutto omonimo.

## Discografia

### Album in studio
- 1988 – Information Society
- 1990 – Hack
- 1992 – Peace and Love, Inc.
- 1997 – Don't Be Afraid
- 2007 – Synthesizer
- 2014 – Hello World
- 2016 – Orders of Magnitude

### Album dal vivo
- 2013 – It Is Useless To Resist Us: Information Society Live

### EP
- 1983 – The InSoc EP
- 1984 – Creatures of Influence
- 2007 – Oscillator
- 2009 – Modulator
- 2014 – Land of the Blind

### Raccolte
- 1999 – InSoc Recombinant
- 2001 – strange haircuts // cardboard guitars // and computer samples
- 2004 – Pure Energy
- 2008 – Apocryphon: Electro Roots 1982-1985
- 2011 – Energize! Classic Remixes, Vol. 1
- 2014 – Engage! Classic Remixes, Vol. 2
- 2015 – Encode! Classic Remixes, Vol. 3

### DVD
- 2009 – It Is Useless To Resist Us: 25 Years of Information Society

### Singoli
- 1985 – Running
- 1988 – What's on Your Mind (Pure Energy)
- 1988 – Walking Away
- 1989 – Repetition
- 1989 – Lay All Your Love on Me
- 1990 – Think
- 1991 – How Long
- 1992 – Peace & Love, Inc.
- 1992 – 1,000,000 Watts of Love (pubblicato solo in Giappone)
- 1993 – Going, Going, Gone (pubblicato solo negli Stati Uniti)
- 1997 – Are Friends Electric? (pubblicato solo negli Stati Uniti come singolo promozionale)
- 1998 – What's on Your Mind (Pure Energy) (riedizione, pubblicato solo negli Stati Uniti)
- 1999 – Express Yourself (pubblicato solo in Brasile)
- 1999 – What's on Your Mind (Pure Energy) (riedizione, pubblicato solo in Brasile)
- 2001 – Running (riedizione, pubblicato solo negli Stati Uniti)
- 2001 – What's on Your Mind (Pure Energy) (riedizione, pubblicato solo negli Stati Uniti)
- 2002 – What's on Your Mind (Pure Energy) (riedizione, pubblicato solo in Spagna)
- 2014 – Get Back
- 2014 – Land of the Blind